# Zlatá přilba

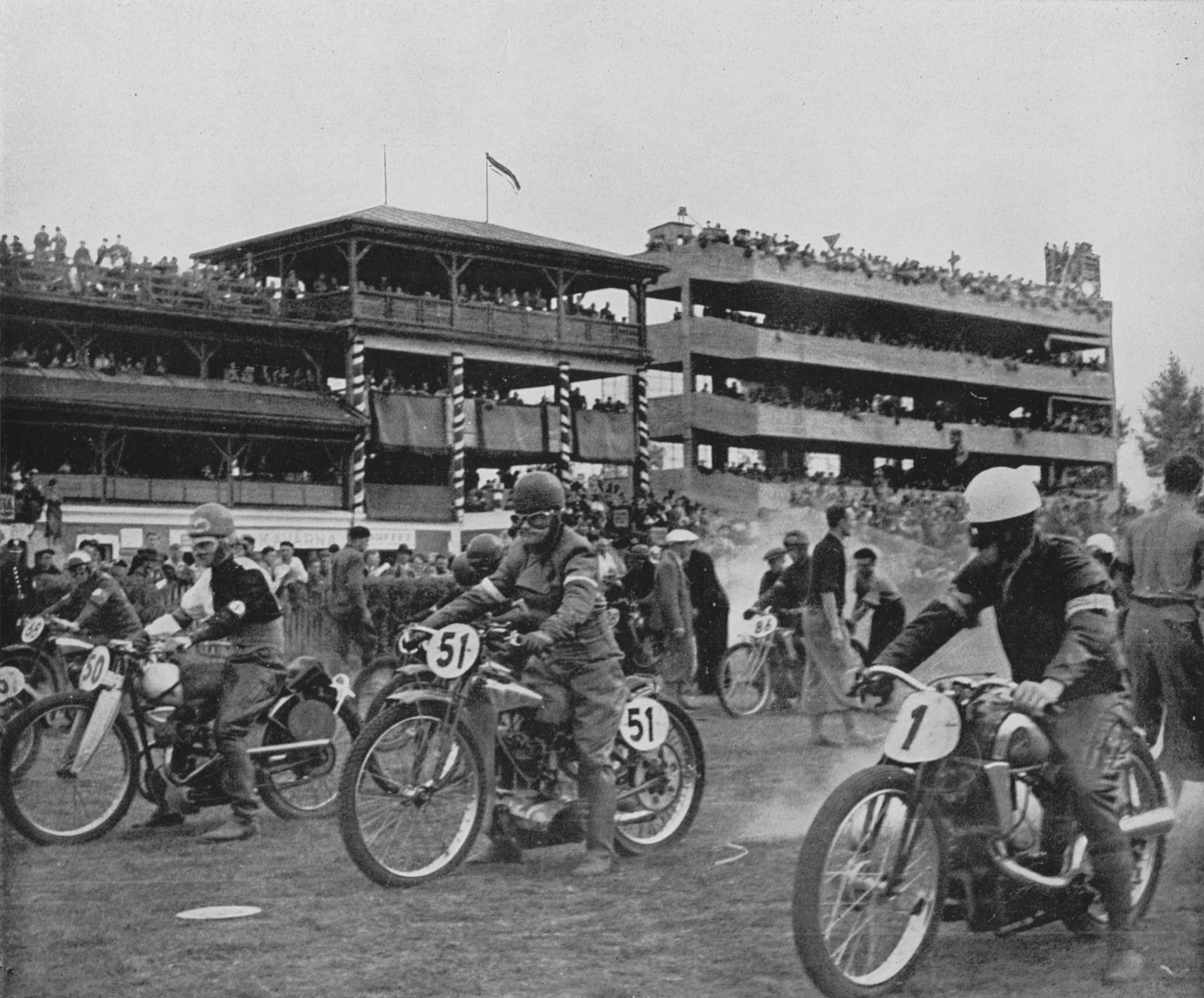
Závod ještě na dostihovém závodišti, 1938

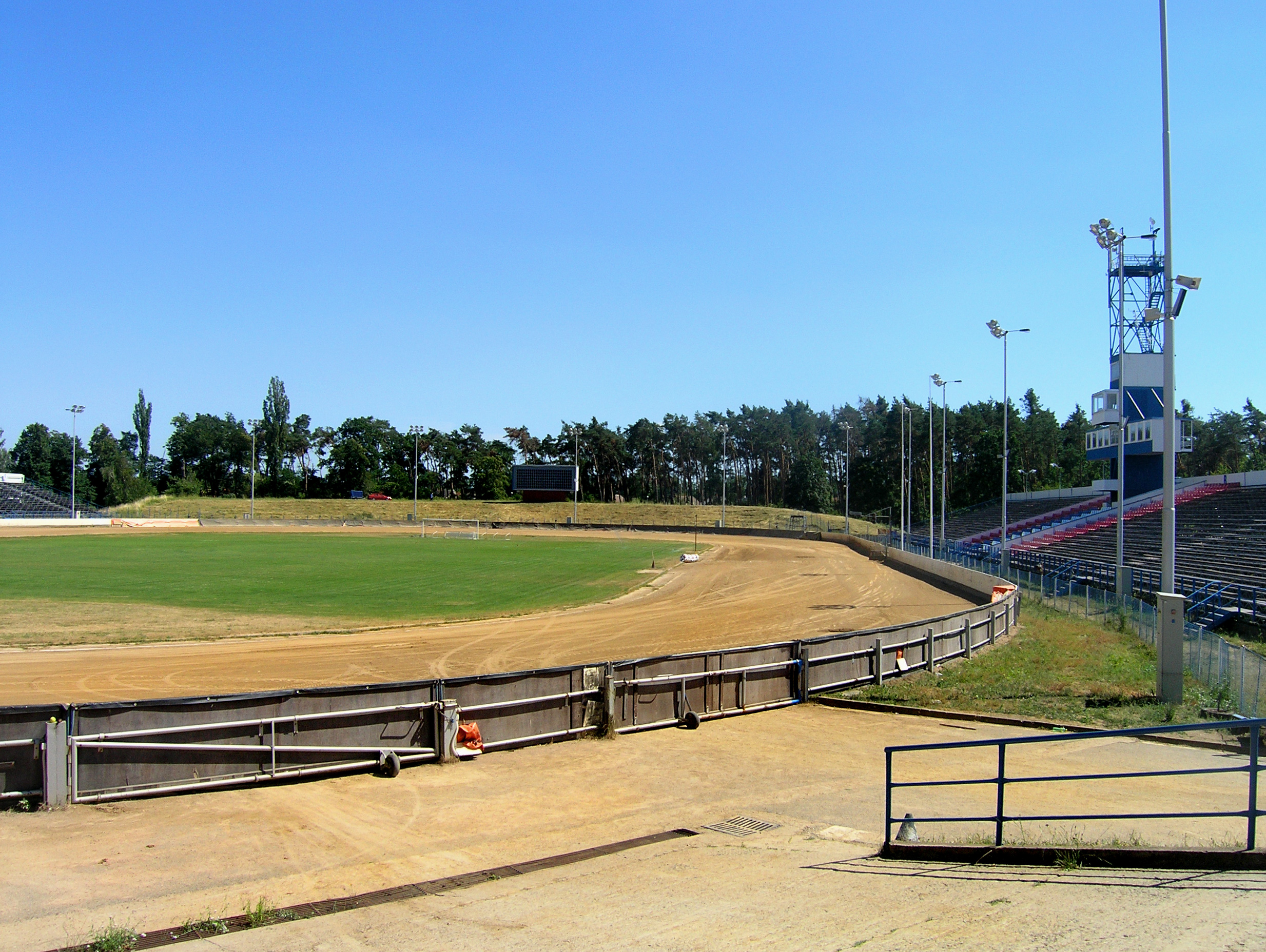
Stadión Zlaté přilby

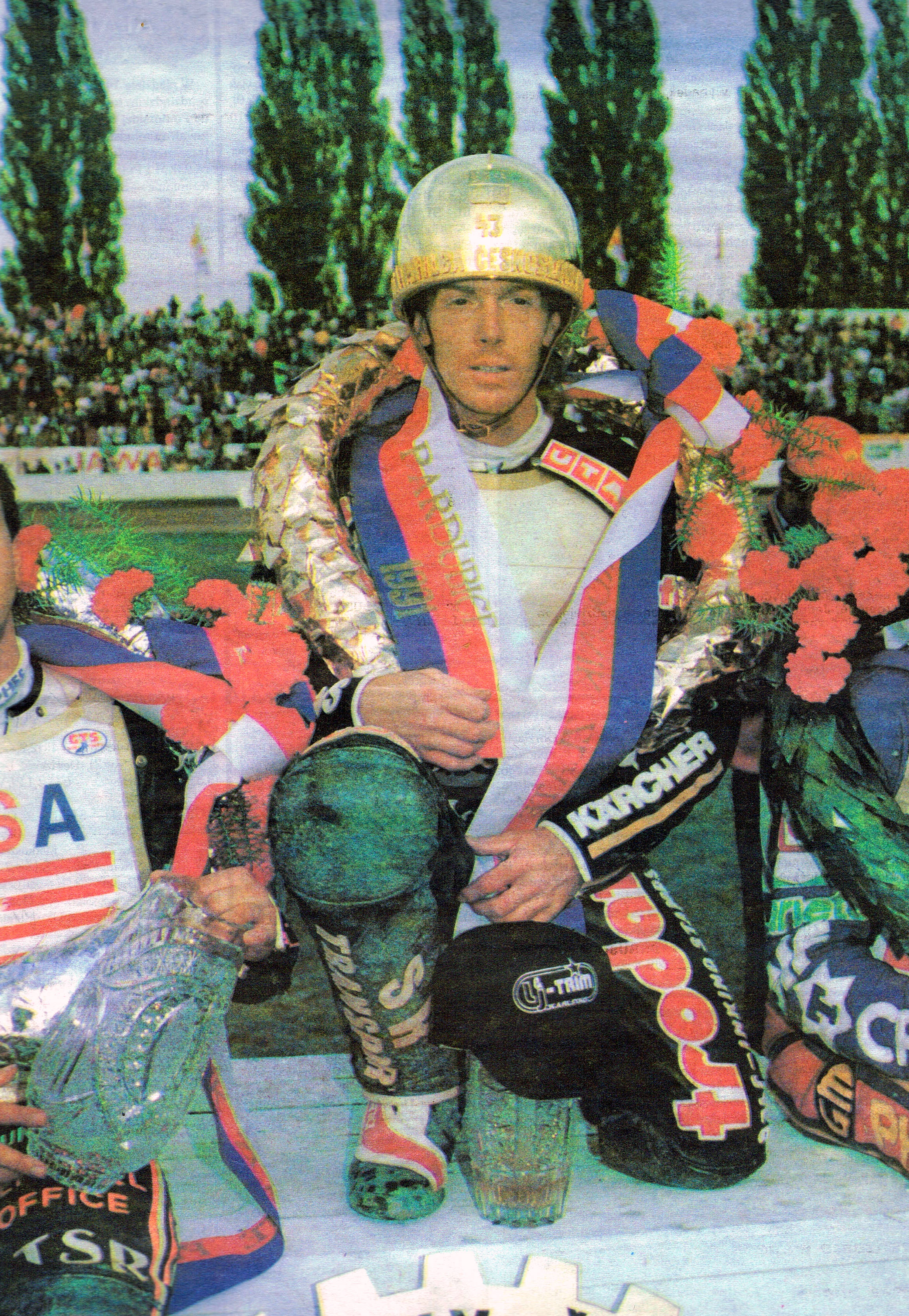
Antonín Kasper jr. (1991)

Zlatá přilba (úplný název Zlatá přilba města Pardubic) je každoroční závod motocyklů na ploché dráze, který se koná ve východočeských Pardubicích, v části Svítkov. Po delších jednáních s Východočeským autoklubem v Hradci Králové i jezdeckým klubem v Pardubicích spatřil v roce 1929 světlo světa první závod na travnaté ploché dráze. Jedná se o nejstarší závod na ploché dráze na světě. Poprvé se Zlatá přilba jela v roce 1929. Jejím zakladatelem byl Adolf Trnka, Ladislav Polák a František Hladěna, československý motocyklový závodník, který během druhé světové války položil život v odboji.

## Vítězové
| Ročník     | Datum závodu | Vítěz               | Stát                                 |
| ---------- | ------------ | ------------------- | ------------------------------------ |
| 1. ročník  | 29. 9. 1929  | Zdeněk Pohl         | Československo                       |
| 2. ročník  | 31. 8. 1930  | Josef Štrban        | Království Srbů, Chorvatů a Slovinců |
| 3. ročník  | 06. 9. 1931  | Rudi Klein          | Německo                              |
| 4. ročník  | 25. 9. 1932  | Hans Mayer          | Rakousko                             |
| 5. ročník  | 1. 10. 1933  | Hans Buttler        | Německá říše                         |
| 6. ročník  | 2. 9. 1934   | Gerit van Dijk      | Nizozemsko                           |
| 7. ročník  | 15. 9. 1935  | Herman Gunzenhauser | Německá říše                         |
| 8. ročník  | 27. 9. 1936  | Herman Gunzenhauser | Německá říše                         |
| 9. ročník  | 4. 9. 1938   | František Juhan     | Československo                       |
| 10. ročník | 7. 9. 1947   | Hugo Rosák          | Československo                       |
| 11. ročník | 4. 9. 1949   | Fritz Dirtl         | Rakousko                             |
| 12. ročník | 9. 9. 1951   | Jan Lucák           | Československo                       |
| 13. ročník | 20. 8. 1961  | Oldřich Klaudinger  | Československo                       |
| 14. ročník | 16. 9. 1962  | Josef Seidl         | Německo                              |
| 15. ročník | 15. 9. 1963  | Antonín Kasper      | Československo                       |
| 16. ročník | 6. 9. 1964   | Igor Plechanov      | Sovětský svaz                        |
| 17. ročník | 12. 9. 1965  | Farit Šajnurov      | Sovětský svaz                        |
| 18. ročník | 18. 9. 1966  | Igor Plechanov      | Sovětský svaz                        |
| 19. ročník | 10. 9. 1967  | Ove Fundin          | Švédsko                              |
| 20. ročník | 20. 10. 1968 | Leif Enecrona       | Švédsko                              |
| 21. ročník | 18. 9. 1969  | Genadij Kurilenko   | Sovětský svaz                        |
| 22. ročník | 27. 9. 1970  | Ole Olsen           | Dánsko                               |
| 23. ročník | 19. 9. 1971  | Ole Olsen           | Dánsko                               |
| 24. ročník | 1. 10. 1972  | Ole Olsen           | Dánsko                               |
| 25. ročník | 22. 9. 1973  | Milan Špinka        | Československo                       |
| 26. ročník | 22. 9. 1974  | Jiří Štancl         | Československo                       |
| 27. ročník | 5. 10. 1975  | Ole Olsen           | Dánsko                               |
| 28. ročník | 3. 10. 1976  | Jiří Štancl         | Československo                       |
| 29. ročník | 2. 10. 1977  | Ole Olsen           | Dánsko                               |
| 30. ročník | 1. 10. 1978  | Jiří Štancl         | Československo                       |
| 31. ročník | 30. 9. 1979  | Ole Olsen           | Dánsko                               |
| 32. ročník | 28. 9. 1980  | Ole Olsen           | Dánsko                               |
| 33. ročník | 27. 9. 1981  | Jiří Štancl         | Československo                       |
| 34. ročník | 26. 9. 1982  | Jiří Štancl         | Československo                       |
| 35. ročník | 25. 9. 1983  | Dennis Sigalos      | USA                                  |
| 36. ročník | 23. 9. 1984  | John Davis          | Spojené království                   |
| 37. ročník | 22. 9. 1985  | Erik Gundersen      | Dánsko                               |
| 38. ročník | 21. 9. 1986  | Erik Gundersen      | Dánsko                               |
| 39. ročník | 27. 9. 1987  | Hans Nielsen        | Dánsko                               |
| 40. ročník | 2. 10. 1988  | Per Jonsson         | Švédsko                              |
| 41. ročník | 24. 9. 1989  | Jeremy Doncaster    | Spojené království                   |
| 42. ročník | 30. 9. 1990  | Jeremy Doncaster    | Spojené království                   |
| 43. ročník | 29. 9. 1991  | Antonín Kasper jr.  | Československo                       |
| 44. ročník | 27. 9. 1992  | Tony Rickardsson    | Švédsko                              |
| 45. ročník | 3. 10. 1993  | Tony Rickardsson    | Švédsko                              |
| 46. ročník | 11. 9. 1994  | Simon Wigg          | Spojené království                   |
| 47. ročník | 4. 9. 1995   | Tony Rickardsson    | Švédsko                              |
| 48. ročník | 29. 9. 1996  | Tomáš Topinka       | Česko                                |
| 49. ročník | 5. 10. 1997  | Ryan Sullivan       | Austrálie                            |
| 50. ročník | 4. 10. 1998  | Hans Nielsen        | Dánsko                               |
| 51. ročník | 3. 10. 1999  | Leigh Adams         | Austrálie                            |
| 52. ročník | 15. 10. 2000 | Leigh Adams         | Austrálie                            |
| 53. ročník | 7. 10. 2001  | Leigh Adams         | Austrálie                            |
| 54. ročník | 6. 10. 2002  | Jason Crump         | Austrálie                            |
| 55. ročník | 27. 9. 2003  | Ryan Sullivan       | Austrálie                            |
| 56. ročník | 26. 9. 2004  | Leigh Adams         | Austrálie                            |
| 57. ročník | 2. 10. 2005  | Scott Nicholls      | Spojené království                   |
| 58. ročník | 17. 10. 2006 | Jason Crump         | Austrálie                            |
| 59. ročník | 10. 10. 2007 | Andrea Jonsson      | Švédsko                              |
| 60. ročník | 5. 10. 2008  | Hans Andersen       | Dánsko                               |
| 61. ročník | 4. 10. 2009  | Rune Holta          | Polsko                               |
| 62. ročník | 5. 10. 2010  | Nicky Pedersen      | Dánsko                               |
| 63. ročník | 2. 10. 2011  | Rune Holta          | Polsko                               |
| 64. ročník | 14. 10. 2012 | Grzegorz Walasek    | Polsko                               |
| 65. ročník | 29. 9. 2013  | Darcy Ward          | Austrálie                            |
| 66. ročník | 5. 10. 2014  | Chris Holder        | Austrálie                            |
| 67. ročník | 20. 9. 2015  | Jurica Pavlic       | Chorvatsko                           |
| 68. ročník | 18. 9. 2016  | Emil Sajfutdinov    | Rusko                                |
| 69. ročník | 1. 10. 2017  | Václav Milík mladší | Česko                                |
| 70. ročník | 30. 9. 2018  | Jason Doyle         | Austrálie                            |
| 71. ročník | 6.10. 2019   | Jason Doyle         | Austrálie                            |
| 72. ročník | 4. 10. 2020  | Jason Doyle         | Austrálie                            |
| 73. ročník | 3. 10. 2021  | Patryk Dudek        | Polsko                               |
| 74. ročník | 25. 9. 2022  | Daniel Bewley       | Spojené království                   |
| 75. ročník | 24. 9. 2023  | Timo Lahti          | Finsko                               |
| 76. ročník | 6. 10. 2024  | Rasmus Jensen       | Dánsko                               |

### Dle států
| Pořadí | Stát                   | Počet vítězství |
| ------ | ---------------------- | --------------- |
| 1.     | Česko (Československo) | 15              |
| 2.     | Dánsko                 | 14              |
| 3.     | Austrálie              | 13              |
| 4.     | Švédsko                | 7               |
| 5.     | Spojené království     | 6               |
| 6.     | Německo                | 5               |
| 7.     | Rusko (Sovětský svaz)  | 5               |
| 8.     | Polsko                 | 4               |
| 9.     | Rakousko               | 2               |
| 10.    | Království Jugoslávie  | 1               |
| 11.    | Nizozemsko             | 1               |
| 12.    | Spojené státy americké | 1               |
| 13.    | Chorvatsko             | 1               |
| 14.    | Finsko                 | 1               |